# Stanisław Kawulok
Stanisław Hubert Kawulok (ur. 2 listopada 1953 w Istebnej) – polski narciarz, specjalista kombinacji norweskiej.
Dwukrotnie startował w igrzyskach olimpijskich. W Innsbrucku w 1976 nie ukończył biegu, a w Lake Placid w 1980 zajął 26. miejsce. Podczas Mistrzostw Świata 1974 w Falun był czternasty, a w Lahti w 1978 dwunasty.
W 1981 wygrał znane zawody Svenska Skidspelen w Falun. Między 1975 a 1983 zdobył sześć medali podczas Spartakiad Armii Zaprzyjaźnionych, w tym 2 złote (w 1977 i 1979. Był także wicemistrzem Europy juniorów w 1973.
Zdobył 10 tytułów mistrza Polski:
- kombinacja norweska - 1974, 1975, 1976, 1978, 1979, 1981, 1982, 1983 i 1984
- sztafeta 4 × 10 km - 1983

Trzy razy był wicemistrzem:
- kombinacja norweska - 1977
- skoki narciarskie (skocznia normalna) – 1978 i 1979

Reprezentował kluby ROW Rybnik i Olimpia Goleszów.